# Cascades Bloomfield
Les cascades Bloomfield (en aborigen: Wajul Wajul) són unes cascades del riu Bloomfield, prop de Cape Tribulation, a prop de Wujal Wujal, que es troba al Parc nacional Daintree (Patrimoni de la Humanitat per la UNESCO), a Queensland, Austràlia.

## Característiques i localització
Els custodis tradicionals dels terrenys que envolten les cascades Bloomfield són el clan indígena australià Kuku Yalanji.
L'accés a les cascades es realitza a través de la pista Bloomfield, al sud de Cooktown. A la temporada humida no és possible visitar les cascades.